# 盘花乳菀
盘花乳菀（学名：Aster biflora）为菊科紫菀属的植物。分布于俄罗斯以及中国大陆的新疆等地，生长于海拔1,700米的地区，常生长在山坡草地，目前尚未由人工引种栽培。

## 生长分布
产于中国新疆西部。苏联西伯利亚和中亚地区也有。